# Bracon decaryi
Bracon decaryi är en stekelart som beskrevs av Granger 1949. Bracon decaryi ingår i släktet Bracon och familjen bracksteklar. Inga underarter finns listade.